# TET 효소
TET 효소(영어: TET enzyme)는 10-11 전위(ten-eleven translocation, TET) 메틸사이토신 이산소화효소의 패밀리이다. TET 효소는 DNA 탈메틸화에서 중요한 역할을 한다. 5-메틸사이토신은 종종 유전자 전사를 조절하고 게놈에서 몇 가지 다른 기능을 갖는 DNA의 염기인 사이토신(C)의 메틸화된 형태이다.

## 같이 보기
- 메틸화
- 탈메틸화
- DNA 메틸화
- DNA 탈메틸화